# Abraham Lincoln
Abraham Lincoln (født 12. februar 1809, død 15. april 1865) var USA's 16. præsident. Han var præsident under borgerkrigen 1861-1865, som førte til den formelle ophævelse af slaveriet, i form af den 13. tilføjelse til USA's forfatning, ratificeret i december 1865. Han anses i dag for en af de største præsidenter, USA  har haft. Han blev snigmyrdet/skudt på klos hold i Ford's Theatre i Washington, D.C. den 14. april 1865, mens han så Our American Cousin. Han døde dagen efter af sine kvæstelser. Drabsmanden var Shakespeare-skuespilleren John Wilkes Booth.
Han var den første præsident fra det nydannede republikanske parti. Partiet var den gang markant mere venstreorienteret. 

## Barndom og ungdom
I 1860, da Abraham var præsidentkandidat, blev han af en journalist bedt om at beskrive sin barndom. Med et citat fra Thomas Grays Elegy sagde han: ”Den korte og enkle historie om fattigdom. Det er mit liv, og det er alt De, eller nogen anden, kan få ud af det”. Hans far, Thomas, som var tømrer, var ædruelig og hårdtarbejdende. Abrahams mor, Nancy (f. Hanks), var 25 år, da hun fødte Abraham. Hun kunne hverken læse eller skrive, men hendes fætter Dennis Hanks beskrev hende som en uskolet, men naturlig begavelse – ”hurtigt og klart opfattende”, ”udspekuleret”, ”intellektuel af natur” med en god hukommelse, sund dømmekraft og meget kærlig.
I 1816 flyttede familien til Indiana. De flyttede sammen med familien Sparrow – Nancys tante og onkel samt Dennis Hanks, deres adoptivsøn. De flyttede til et skovområde i nærheden af Ohiofloden. Efter to års slid og nybyggeri indtraf tragedie på tragedie i 1818. Først døde onklen, siden tanten og Abrahams mor. Abraham og Dennis hjalp Thomas med at lave kisterne til dem. Thomas Lincoln giftede sig med en ungdomskæreste, Sarah Bush, der i mellemtiden også var blevet alene. Lincoln lærte hurtigt at elske sin nye mor, og han skrev senere om hende: ”Alt hvad jeg er, eller håber at blive, skylder jeg min kære moder”. Om Abraham skrev Sarah i sin alderdom: ”Han var den dejligste dreng, jeg har mødt. Jeg har aldrig i mit liv talt hårdt til ham. Hans sindelag og mit, den smule jeg havde, flød sammen, bevægede sig ad de samme kanaler”.
Den unge Abraham var en læsehest, der nedskrev alt vigtigt, han havde læst. Hvis han ikke havde papir, hvad han sjældent havde, skrev han på sin kridttavle og skrev ordene på papir, når han fik fat på noget. Han læste foruden Bibelen Æsops fabler, Robinson Crusoe samt historie. Han udviklede her den vane, der fulgte ham hele livet: Hvis der var noget han ikke forstod, læste han det igen og igen og funderede over det, indtil det gav mening. Som syttenårig var Abraham allerede 1,87 m høj, men vejede blot 55 kg. Han arbejdede en del for de lokale, men de huskede ham mest som ”doven, altid læsende og tænkende”. Han holdt ofte til i købmandsbutikken i det nærliggende Gentryville og blev kendt som en god underholder, der kunne imitere mennesker, fortælle sjove historier og få folk til at le, som ingen anden.
Siden flyttede familien – nu med en del færre medlemmer på grund af diverse ægteskaber – til Sangamon River ved Decatur. Abraham og hans stedbror, John Johnston, fik arbejde i New Orleans hos en af forretningsmændene i Decatur, og han, Denton Offut, ansatte snart Abraham som bogholder. Siden flyttede Abraham til New Salem, der var en lille by med omkring 100 indbyggere. Også her fik han arbejde for Offut i en butik, der blandt andet solgte pelse, hud, glas, sukker, salt og kaffe. Abraham brugte de ledige stunder i butikken til at læse, og snart blev han gode venner med byens lærer, Graham, der underviste den unge mand i matematik og grammatik. En anden beboer, Jack Kelso, satte Abraham ind i Shakespeares og Robert Burns' værker.

## Politiker, advokat og familiefar
Abraham var meget populær i New Salem, og hans popularitet blev ikke mindre af, at byens største bølle ikke havde kunnet tæve ham i en slåskamp. Han valgte da at opstille til statens lovgivende forsamling og skrev bl.a. på det papir, der blev omdelt:
| Citat | Jeg er ung og ukendt for de fleste af jer. Jeg blev født under og er siden blevet i de mest ydmyge forhold i livet. Jeg har ingen rige eller populære forbindelser, der kan anbefale mig. Jeg stiller min sag til vurdering for byens uafhængige vælgere, og hvis jeg vælges, vil de have overdraget mig en tjeneste, som jeg ubetinget vil tilbagebetale af al kraft. Men hvis byens gode borgere i deres visdom skulle finde det bedst at jeg forbliver i baggrunden, er jeg dog for vant til skuffelse til at føle mig særligt ærgerlig”. | Citat |
|       | |       |

Bortset fra en episode, hvor Lincoln meldte sig frivilligt til krigstjeneste, fortsatte han sin kampagne. Der fortælles om et vælgermøde, hvor der udbrød uro blandt tilhørerne. Lincoln afbrød sit indlæg, gik ned i salen og slog den værste uromager i hovedet og kastede ham fire meter hen ad gulvet. Derefter gik han tilbage til podiet og fortsatte sin tale. Han blev imidlertid ikke valgt. Så gik han fallit med en forretning, han havde startet på kredit sammen med en kammerat. I de næste tre år var han byens postmester. Desuden arbejdede han ved jernbanen, høstede, var butiksmedhjælper og hvad der ellers viste sig. Han arbejdede ligeledes som landmåler.
Abraham genopstillede til statens lovgivende forsamling i 1834, og nu blev han valgt. På opfordring af byens borgmester, begyndte han at studere jura. Statens hovedstad hed dengang Vandalia og lå sydpå i Illinois. Lincoln var en af de varmeste fortalere for, at statens hovedstad (ligesom statens udvikling i øvrigt) flyttede nordpå, til Springfield. Om Lincolns tid i den lovgivende forsamling har professor Baringer udtalt: ”I den mudrede landsby Vandalia lærte han at håndtere spidsfindighederne i det politiske håndværk af erfarne og drevne politikere. For første gang blandede han sig med rige, kultiverede, dannede mænd og kvinder. Her debatterede han og lyttede til diskussioner om økonomisk teori, problemerne omkring slaveri og afskaffelse af slaveri, bankvirksomhed, dødsstraf, toldproblemer og finanser. Vandalia var af allerstørste uddannelsesmæssige vigtighed i hans enestående karriere.”[kilde mangler]
I 1836 blev Lincoln genvalgt for Whig-partiet. De ni kandidater, der blev valgt for det, var usædvanlig høje og kom derfor til at gå under fællesbetegnelsen ”The Long Nine”. Lincoln blev valgt fire gange i træk til den lovgivende forsamling. 1836 var også året, hvor han bestod jurastudiet og blev advokat. New Salem døde ud, og Lincoln flyttede til Springfield, hvor han startede advokatvirksomhed. Han indgik i alt tre advokat-partnerskaber: Med John T. Stuart fra 1837 til 1841; Med Stephen T. Logan fra 1841 til 1844 og med William H. Herndon fremefter. William Herndon var i øvrigt Lincolns modsætning: Glad for flasken, kolerisk og humørforladt. Men de to mænd havde en dyb gensidig sympati og respekt for hinanden, der holdt livet ud. Begge mænd var desuden rodehoveder; Lincoln havde tit sagsakterne i sin hat, Herndon havde dem alle vegne.
I 1842 giftede Abraham Lincoln sig med Mary Todd, selv om det havde været en sej forlovelse med tvivl fra begges sider. Året efter var tanken om at opstille til USAs Kongres modnet hos Lincoln. Efter to forsøg lykkedes det i 1845 ham at manøvrere sig på plads som Whigs' kandidat, og han vandt overbevisende over sin demokratiske modkandidat, Peter Cartwright; en prædikant, der forsøgte at gøre et stort nummer ud af, at Lincoln ikke var tilknyttet en bestemt kirke.
Familien Lincoln flyttede til Washington i december 1847, men Mary brød sig ikke om byen. Hun og de to sønner flyttede snart hjem til Springfield. Da kongressen trådte sammen i slutningen af året var krigen mellem USA og Mexico på vej mod sin afslutning. Whig-partiet var i starten imod denne krig, men folkestemningen var for, hvorfor partiet holdt lav profil. Men ikke Lincoln. Han blev beskyldt for forræderi, og hans modstand mod krigen betød, at han ikke kunne genopstille til kongressen. Efter forgæves at have søgt opstilling til embeder i Illinois, vendte han sin fulde opmærksomhed mod advokatgerningen. I mellemtiden fik han yderligere to sønner, men mistede sin anden søn, Edward, i 1850, samme år som hans tredje søn blev født.
Advokatvirksomhed i 1850'erne i Illinois var ikke meget lig advokatvirksomhed i dag. Byen Springfield gav i sig selv kun få advokatjobs, så tiden gik til hest fra småby til småby. Som advokat gik Lincoln for at være retskaffen som få, og en historie fortæller, hvordan han ikke alene afslog at tage honorar fra en krigsenke, men endda betalte hendes hotelophold under en retssag, der skulle sikre hendes krigspension.

### Slavespørgsmålet tvinger Lincoln tilbage til politik
I 1854 fremsatte kongresmedlem Stephen A. Douglas et forslag, der havde sine rødder i, at han ønskede jernbanen ført igennem Illinois. Men forslaget ville medføre, at slaveri efterhånden ville blive tilladt – ikke alene i nye områder, der blev optaget i USA, men de facto i alle stater, hvor nordstaterne ellers var slavefri. Oprørt i sit inderste begyndte Lincoln at debattere med Douglas. Efterhånden førte den ophedede stemning til, at det republikanske parti blev dannet af Whigs og demokrater, der var imod slaveriet. Lincoln tilsluttede sig det nye parti. I Bloomington holdt han en tale, der var så gribende, at de, der tog referat af taler, lagde pennen fra sig for at lytte. Talen er siden blevet kendt som ”the lost speech”. Kræfter blev sat ind for at gøre Lincoln til vicepræsidentkandidat til valget i 1856, men det skete ikke. I øvrigt vandt Demokraterne valget med James Buchanan som ny præsident.
Kort efter Buchanans indsættelse i præsidentembedet i 1857 fastslog Højesteret, at en ”neger ikke var en borger, men en ejendom”. Deraf fulgte, at kongressen ikke kunne forbyde slaveri nogetsteds i De Forenede Stater. Senator Douglas var glad og luftede sin tilfredshed ved alle givne lejligheder. Det bragte Lincoln yderligere i spidsen. I sin eneste offentlige tale i 1857 sagde han bl.a.:
| Citat | Den farvede mands skæbne har aldrig virket så håbløs som i de sidste tre-fire år… I revolutionens dage blev uafhængighedserklæringen holdt hellig af alle, og mentes at inkludere alle. Men nu, i et forsøg på at gøre negerens fangenskab universelt og evigt, bliver den angrebet, råbt ad og fordrejet, gloet på, sønderrevet i en sådan grad, at dens underskrivere, hvis de kunne rejse sig fra deres grav, ikke ville kunne genkende den. | Citat |
|       | |       |

Debatterne mellem Douglas og Lincoln endte med, at Lincoln stillede op mod Douglas til senatet. Selv om Lincoln fik flest stemmer, medførte stemmefordelingen at Douglas vandt. Men de ophedede debatter og Lincolns mange gode taler gjorde, at han nu var kendt langt ud over Illinois' grænser.

## Lincoln som præsident
Det var aviserne, der først opfordrede Lincoln til at opstille til præsidentvalget i 1860. Først i hjemstaten Illinois, siden på landsplan. Først var Lincoln modvillig, men efterhånden påtog han sig rollen som præsidentkandidat. Samme år drog Lincoln til New York, hvor han holdt en tale til unge republikanere. Talen blev ustandselig afbrudt af klapsalver, og da den var forbi, stod hele salen op. En avisreporter Noah Brooks skrev om hændelsen: ”Ingen har nogensinde gjort så godt et førstegangsindtryk på et New York-publikum ... Han er det største siden Paulus!”[kilde mangler] I New England brugte Lincoln en skomagerstrejke til at tale mod slaveriet:
| Citat | Jeg er glad for at se, at der i New England er et arbejdersystem, der tillader arbejdere at strejke når de vil, hvor de ikke er nødt til at arbejde uanset deres omstændigheder og ikke er bundet til et arbejde, uanset om de får løn eller ej. Jeg kan lide dette system, hvor en mand kan sige op, hvis han vil, og jeg ville ønske det slog igennem overalt! | Citat |
|       | |       |

I maj 1860 mødtes republikanere fra hele USA til konventet i Chicago for at vælge en præsidentkandidat. Dengang var det sædvane, at kandidaterne ikke mødte op. Til gengæld var deres folk på plads. Spidskandidaten var William H. Seward, men Lincolns folk fulgte den strategi at samle alle, der ikke var for Seward. Løfter blev til gengæld afgivet og embeder lovet. Der blev sågar udstedt falske adgangsbilletter til konventet til Lincolns tilhængere. Det betød, at da Sewards tilhængere, overbevist om deres kandidats snarlige sejr, måtte se deres pladser optaget, da de ankom til konventet – de blev i stor stil nægtet adgang. Ved tredje afstemning havde Lincoln sikret sig præsidentkandidaturet og blev dermed det unge republikanske partis anden præsidentkandidat. Han modtog selv nyheden om nomineringen hjemme i Springfield og gik roligt hjem for at fortælle det til sin hustru.
Ved præsidentvalget genopstillede James Buchanan ikke. Splittelsen mellem nord og syd betød, at norden opstillede Stephen A. Douglas – Lincolns gamle modpart – syden opstillede John C. Breckinridge og tidligere Whig og Know Nothings-folk opstillede parret Bell-Everett. Med en sådan splittelse blandt demokraterne var en republikansk sejr sikker. Lincoln modtog ca. en halv million flere stemmer end sin nærmeste modstander, Douglas, der fik 1,3 mio. stemmer. Abraham Lincoln var dermed valgt til USA's 16. præsident med indsættelse i embedet den 4. marts 1861.

### Indsættelsen
Undervejs til præsidentindsættelsen blev Lincoln udsat for adskillige mordtrusler grundet den stigende spænding mellem nord- og sydstaterne. Han valgte derfor at rejse inkognito på en del af strækningen. Det brugte visse aviser mod ham. De fremstillede ham som en kujon i satiriske tegninger og tekster. Snart efter sin ankomst til Washington mødtes den kommende præsident med Peace Conference-medlemmer. ("Peace Conference" var en forsamling, der søgte at skjule uenighederne mellem nord- og sydstaterne, for at forhindre en splittelse af unionen USA). Til dem udtalte Lincoln: "Min kurs er klar som en ensrettet gade; Jeg er ikke i tvivl om, hvilken vej vi skal. Hvad nu, hvis vi stopper alle diskussioner og blot prøver at efterleve forfatningen og lovgivningen? Tror De ikke, at det ville virke?"[kilde mangler]
Da Lincoln blev modtaget af præsident Buchanan, skal denne have udtalt: "Jeg håber, De er lige så glad for at flytte ind (i Det Hvide Hus), som jeg er for at flytte ud". I sin indsættelsestale holdt Lincoln fast ved Forfatningens ord om lighed for alle. Samtidig sagde han, at bortset fra hvad den krævede, ønskede han intet fra de enkelte stater. Han advarede sydstaterne mod at gøre oprør, og mod slutningen af talen sagde han:
| Citat | I Deres hænder, mine utilfredse landsmænd, og ikke i mine, ligger det store spørgsmål om borgerkrig. Regeringen vil ikke angribe Dem. De kan ikke få en konflikt, medmindre De selv starter den. De har ikke afgivet en ed til himlen om at ødelægge regeringen, hvorimod jeg har afgivet en ed om at bevare, beskytte og forsvare den". | Citat |
|       | |       |

Til sidst søgte den nyindsatte præsident at forsone unionen med henvisning til de fælles krige og de fælles døde. Men borgerkrigen var ved at begynde i et fort i South Carolina, og dagen efter indsættelsen begyndte den amerikanske borgerkrig. Der kom meddelelse fra Fort Sumter i Charleston i South Carolina, om at fortet ”enten måtte få forsyninger i løbet af seks uger eller forlades”.[kilde mangler] Fortet lå et i en af de seks stater, der på grund af slavespørgsmålet allerede havde forladt unionen. Det blev derfor et symbol på USA's fremtid: Hvis fortet blev holdt, ville det for nordstaterne betyde bevarelse af den føderale autoritet; for sydstaterne ville det betyde ydmygelse og fornærmelse. Lincoln tøvede, og de frafaldne stater anså det for svaghed. Den 12. april 1861 beskød Charlestons' artilleri Fort Sumter. Dermed var der syv frafaldne stater, og krigen mellem de frafaldne og unionen var begyndt.
Angrebet på fortet fjernede enhver tøven hos Lincoln. Der blev indkaldt 75.000 mand til unionens forsvar, og Lincoln satte spørgsmålet på spidsen og henvendte sig til kongressen:
| Citat | Denne sag vedrører andet og mere end USA's skæbne. Den stiller hele menneskeheden det spørgsmål, om en konstituel republik, et demokrati – en regering valgt fra folket, af hele folket – kan eller ikke kan bevare sit territorium i kamp mod sine egne indenlandske fjender. … Vi må afgøre dette spørgsmål nu: Om en fri regering skal væltes af et mindretal, når det ønsker det. Mislykkes det, vil det i overmål vise folkets manglende evne til at regere over sig selv. | Citat |
|       | |       |

Den amerikanske borgerkrig startede ikke så meget som et spørgsmål om slaveri, men snarere som et spørgsmål om, hvorvidt en stat havde retten til at trække sig tilbage fra unionen uden føderal indblanding. Om et mindretal i et demokratisk samfund må tage loven i egen hånd.

### Lincoln og slavespørgsmålet
Når en slave under den amerikanske borgerkrig flygtede fra en stat, hvor slaveri var tilladt, til en stat, hvor slaveri var forbudt, opstod spørgsmålet: Hvad skulle man gøre med ham? Skulle han bruges til krigsarbejde? Kunne han indlemmes i hæren? I 1861 udstedte general John C. Frémont en proklamation, der satte alle slaver i hans område fri. Lincoln kaldte imidlertid ordren tilbage og barslede i 1862 med ideen om, at slaverne i oprørsstaterne skulle gives fri, eventuelt ved at de blev frikøbt. Udenrigsminister William H. Seward fik ham fra ideen – i hvert fald indtil Nordstaterne havde en sejr i hånden, der kunne bakke en sådan frikøbelse op. I september 1862 vandt Nordstaterne slaget ved Antietam og Lincoln mente, at tiden var inde. Den 22. september 1862 udstedte Lincoln Emancipationserklæringen:
| Citat | På denne første dag i januar i det Herrens år ettusind ottehundrede og treogtres skal alle, der holdes i slaveri inden for enhver delstat eller bestemte dele af en delstat, i hvilken folket gør oprør imod De Forenede Stater, være FRIE; og De Forenede Staters udøvende myndighed, inklusive militæret og flådens myndigheder, vil anerkende og opretholde deres frihed og vil ikke agere mod eller undertrykke sådanne mennesker i de bestræbelser, de gør for denne frihed. | Citat |
|       | |       |

Nytårsdag 1863 trådte proklamationen i kraft, og den blev mødt med heftig kritik såvel mundtligt som korporligt: Rekrutteringsofficerer blev myrdet, og Lincolns tilhængere hetzet. Der dannedes undergrundsorganisationer, der ønskede fredsforhandlinger. Modstandere af præsidenten gav udtryk for, at borgerkrigen kun var startet for at afslutte slaveriet. Selv Lincoln-tilhængere som Radikale Republikanerne angreb proklamationen: de mente ikke, den var vidtrækkende nok. Da myndighederne arresterede en af lederne af Copperheads – en nordstatsgruppering, der støttede sydstaterne og i øvrigt var krigsmodstandere – Clement L. Vallandigham, måtte Lincoln forsvare denne disposition: ”Så jeg må altså skyde en simpel drengesoldat, der deserterer, mens jeg ikke må røre et hår på hovedet af den listige agitator, der har opildnet ham til at desertere?”[kilde mangler] I et brev stilet til vennen James C. Conkling Arkiveret 19. juli 2008 hos  Wayback Machine med det formål, at det skulle oplæses ved et vælgermøde, skrev Lincoln bl.a.:
| Citat | I siger, I ikke vil slås for negrene. Nogle af dem er dog villige til at slås for jer; men lige meget. Slås I da for kun at redde unionen… Freden synes ikke længere så fjern som før. Jeg håber den kommer snart og for at blive. Og at den kommer på en sådan måde, at den vil være værd at bevare i al fremtid. Det vil da være bevist, at blandt frie mennesker kan man ikke blot gå fra afstemning til skudløsning – og at de, der alligevel prøver det, vil have tabt deres sag og må betale omkostningerne. Og da vil der være nogle sorte der husker, at de – med ro, sammenbidte tænder og et fæstnet blik og en velafbalanceret bajonet – har hjulpet menneskeheden frem til denne store fuldbyrdelse. Imens, frygter jeg, at nogle hvide ikke vil kunne glemme, at de – med et ondt hjerte og med svigefuld tale – forsøgte at hindre det. | Citat |
|       | |       |

Denne tale gik unionen rundt, og støtten til Lincolns politik steg så kraftigt, at midtvejsvalgene i stor udstrækning blev vundet af hans tilhængere. Imens gav Lincolns ubetingede støtte til slaveriets afskaffelse Nordstaterne medvind i udlandet, ikke mindst i Storbritannien.

### Gettysburg-talen
Under borgerkrigen holdt Lincoln en tale, der i sin enkelhed og korthed er kendt af de fleste skoleuddannede i USA som Gettysburg-talen. Talen blev holdt ved indvielsen af kirkegården i Gettysburg i Pennsylvania den 19. november 1863. Baggrunden var, at det slag, der blev et vendepunkt for Nordstaterne, blev udkæmpet her i dagene 1.-3. juli 1863. Det er kendt som Slaget ved Gettysburg. Det kostede over 45.000 soldater livet. Sydstaternes general, Robert E. Lee, trak sig tilbage med et tab på 1/3 af sin styrke. Ved indvielsen blev der ikke lagt specielt mærke til Lincolns tale. Hovedtaleren var Edward Everett, en professionel taler, der holdt en floromvunden to timer lang tale. Everett var med et samtidens ord en orator – en dygtig taler. Lincolns tale var på blot 272 ord og varede to minutter. Mange tilhørere havde end ikke bemærket, at præsidenten var begyndt på sin tale, før den var forbi. Det blev først klart for amerikanerne, at præsidenten havde holdt en enestående tale, da den i løbet af de følgende dage blev trykt i aviserne. Skønt latterliggjort i de første avisudgaver – såvel præsidenten som talen – steg agtelsen blandt udgiverne efterhånden som de forstod budskabet. Lincolns tale var ikke kun en hyldest til de soldater, der havde givet deres liv ved Gettysburg – den definerede også, hvad borgerkrigen drejede sig om. Han fremhævede fra den amerikanske uafhængighedserklæring, at "alle mænd er født lige" og gjorde det klart, at "alle" virkelig betød alle – uanset hudfarve. At et forenet Amerika måtte leve op til denne definition.

### Genvalg
Siden 1832 havde ingen amerikansk præsident siddet i to embedsperioder. Nogle havde ikke søgt genvalg, andre havde stillet op, men var ikke blevet valgt. Det var efterhånden blevet god tone, at en præsident kun sad i en periode, men Lincoln erklærede sig klar til at fortsætte. På grund af krigen søgte mange grupper inden for det republikanske parti dog en anden kandidat. General John C. Frémont blev efterhånden den foretrukne kandidat for anti-Lincoln-kræfterne i partiet. Lincoln vandt dog på parti-konventet. Demokraterne valgte general McClellan som deres kandidat, og Lincoln – stadig mødt af modstand indefra og udefra – belavede sig på et nederlag. Men Nordstaterne kunne nu melde om en række sejre – bl.a. indtog general Sherman Georgias hovedstad, Atlanta, og admiral Farragut triumferede ved Mobile Bay. De kræfter, der havde kæmpet imod krigen og for at indgå en fredsaftale med Sydstaterne, tav. I oktober 1864 var enhver tvivl om præsidentens genvalg forsvundet; på selve valgdagen vandt Lincoln overbevisende – ikke mindst blandt soldaterne – over generalen 1:3. En tid efter valget blev han spurgt, hvordan det var at være præsident "for så stor en nation". "Det minder mig om," svarede Lincoln, "manden, der var dyppet i tjære og rullet i fjer, som sagde til sine genboer, da han blev båret ud af byen på en jernbanesvelle, hvis det ikke var for æren ved alt dette, ville jeg egentlig hellere gå."[kilde mangler]
Ved præsidentindsættelsen den 4. marts 1865 holdt Lincoln en indsættelsestale, der siden er blevet kendt som en af de største igennem tiderne. I slutningen af marts og begyndelsen af april kom de endelige gennembrud for nordstatsstyrkerne. General Weitzel spurgte præsidenten, hvordan man skulle behandle de sydstatsstyrker, der overgav sig: ”Hvis jeg var i Deres sko, ville jeg fare med lempe. Far med lempe”.[kilde mangler] Den 9. april 1865 overgav general Robert E. Lee sig til general Ulysses S. Grant ved Appomattox. Det betød, at borgerkrigen reelt var forbi.

### Den sidste dag
Den 14. april 1865 begyndte med, at general Anderson hejste flaget over Fort Sumter. Krigsministeren erklærede, at yderligere hvervning af soldater var ophørt. Der blev afholdt regeringsmøde og general Ulysses S. Grant deltog, idet man diskuterede de fremtidige forhold mellem staterne. Siden tog Lincoln imod, vanen tro, og hjalp bl.a. en sort krigsenke i spørgsmålet om pension. Han underskrev en benådning af en desertør og tilføjede: ”Jeg tror, at denne dreng vil gøre mere nytte over jorden end under”.[kilde mangler] Samtidig var John Wilkes Booth, Lewis Powell og George Atzerodt ved at færdiggøre deres planer om at myrde præsidenten, udenrigsminister Seward (der var sengeliggende efter et uheld med hestevogn) og vicepræsident Andrew Johnson.
Om aftenen tog præsidentparret i teatret – Fords Theatre. Det var først bestemt samme morgen, men præsidentparret frekventerede jævnligt dette teater. Planen havde været, at general Grant og frue skulle tage med, men de meldte afbud (Historikere har siden udarbejdet hele lister over kendte personer, der afslog præsidentens invitation denne aften).[kilde mangler] I stedet valgte præsidentfruen at tage senator Ira Harris' datter og stedsøn, Clara Harris og major Henry Reed Rathbone, med. Præsidentens følge ankom først efter, at stykket Our American Cousin var gået i gang. Stykket blev afbrudt, da præsidentparret indtog logen, og Hail to the Chief blev spillet.
Om eftermiddagen havde Booth boret et lille hul i logedøren, så han let kunne følge med i, hvor præsidenten sad. Det blev ikke sværere af, at Lincolns livvagt, John F. Parker, havde forladt sin post: en stol ved indgangen til logen – sandsynligvis for at finde en bedre plads, så han kunne overvære skuespillet. Det skal nævnes, at Lincoln havde besøgt teatret 13 gange før – hver gang uden livvagt. Booth listede sig ind i logen med en kniv i venstre hånd og en Derringer i højre. På klos hold affyrede han pistolen mod præsidentens baghoved, og Lincoln faldt sammen. Major Rathbone kastede sig mod Booth, men blev såret af kniven. Booth kastede sig nu ud fra logen, men hans spore satte sig fast i flaget, som logen var indhyllet i og faldt mod teatergulvet. Hurtigt var han på benene igen og råbte ”Sic semper tyrannis!” (sådan går det altid tyranner) og stak af. Det viste sig, at en kordreng havde holdt en hest parat til morderen uden for teatret. Samtidig brød Powell ind hos den sengeliggende udenrigsminister og stak ham gentagne gange bl.a. i ansigtet. Udenrigsministeren overlevede, men lod sig sjældent fotografere. Atzerodt, der skulle dræbe vicepræsidenten, valgte at drikke sig fuld.
En ung militærlæge, 22-årige Charles Leale, der sad i teatersalen, ilede igennem den panikslagne folkemængde til præsidentlogen. Han konstaterede, at situationen var håbløs: Kuglen var trængt gennem baghovedet, var gået igennem hjernen og sad nu fast bag højre øje. Præsidenten blev båret over gaden til det nærmeste hus og lagt på en seng. Ministre og højtstående embedsmænd samledes om dødslejet, men præsidenten kom ikke til bevidsthed. Kl. 7.22 den 15. april 1865 var Lincoln død. En stemme i soveværelset udtalte: ”Nu hører han evigheden til”.[kilde mangler] Vicepræsident Andrew Johnson aflagde ed som USA's 17. præsident samme dag.
Det, Booth ønskede med attentatet på præsidenten, vicepræsidenten og udenrigsministeren, var at kaste USA ud i en forfatningsmæssig krise, der skulle resultere i en opløsning af unionen.[kilde mangler]
Succesionsloven til præsidentembedet var fra 1792 og tog ikke højde for en omfattende udslettelse af landets ledelse. Hvis alle tre attentater var lykkedes, ville senatets leder blive fungerende præsident, indtil nyvalg kunne udskrives. Dette nyvalg skulle godkendes af udenrigsministeren, der ville være død.

## Lincoln i dag
Abraham Lincoln var den første amerikanske præsident, der blev dræbt i embedet ved et attentat. Siden fulgte James Garfield i 1881, William McKinley i 1901 og John F. Kennedy i 1963. Lincoln ligger blandt de øverste på listen, når historikere rangerer amerikanske præsidenter. Han repræsenterer klassiske værdier som ærlighed, integritet og står for medmenneskelig respekt, minoriteters rettigheder og frihed i almindelighed.[kilde mangler] Lincoln er desuden kendt for at være den amerikanske præsident, der afskaffede slaveriet, men måske burde han være mere kendt som den præsident, der forsvarede demokratiet: At respektere flertallets afgørelse uden at ty til yderligheder; at kæmpe ved diskussion og debat – ikke ved magtanvendelse eller blodsudgydelse. Dermed brød Lincoln med over 30 års eftergivenhed fra tidligere præsidenter og blev et ikon for dem, der ønsker en klar vision. Forsikringsselskaber og menneskerettighedsforkæmpere bruger Lincolns navn, lige som et bilmærke og talrige byer og områder i USA er opkaldt efter ham. Statuer eller buster findes i bl.a. USA, Mexico, Storbritannien og Cuba. Flere krigsskibe er opkaldt efter ham. Det er ikke usædvanligt i USA, men der findes endda et skib opkaldt efter hans moder, "SS Nancy Hanks".
Gettysburgtalen er på undervisningsplanen i enhver amerikansk grundskole, lige som hans anden tiltrædelsestale stadig studeres. Presidents' Day er en føderal amerikansk helligdag, der fejrer præsidenterne Washington og Lincolns fødselsdag.